# Дасий (комендант Кластидия)
Дасий — римский комендант крепости Кластидия во время Второй Пунической войны, перешедший на сторону Ганнибала.

## Биография
Дасий был родом из города Брундизия на юге Италии. В 218 году до н. э. он занимал пост римского коменданта крепости Кластидия, в которой располагался большой хлебный склад. Основу гарнизона составляли солдаты из Калабрии. После поражения римской армии в битве при Тицине карфагенское войско, возглавляемое Ганнибалом, получившее большое подкрепление от галлов, стало испытывать, по свидетельству Тита Ливия, недостаток в съестных припасах, что было особо актуально в условиях зимнего времени. С целью пополнения продовольственных запасов было принято решение осуществить захват Кластидия. Однако за взятку в 400 золотых Дасий сам открыл пунийцам ворота крепости. По мнению С. Ланселя, причиной таких действий могло послужить и южноиталийское происхождение Дасия — в этом регионе, не столь давно присоединенном к Римской республике, карфагенские эмиссары действовали наиболее успешно. Ганнибал велел мягко обращаться с попавшими в плен италиками, чтобы продемонстрировать всем союзникам Рима своё благорасположение, а также «желая привлечь на сторону карфагенян начальников городов». Эта капитуляция нанесла большой урон интересам римлян, и они, по оценке Р. Габриэля, по всей видимости, были потрясены случившимся предательством, так как Брундизий был не только союзником, но и латинской колонией. Захваченное же зерно использовалось пунийской армией всё время, пока она находилась у Треббии.